# Fredriksdal

Lage des Stadtbezirks Fredriksdal in Helsingborg.

Fredriksdal ist ein Stadtteil im Osten der schwedischen Stadt Helsingborg. Er liegt im gleichnamigen, etwa 4.200 Einwohner (Stand 1. Januar 2006) zählenden Stadtbezirk.
Der Name geht auf das Gut Fredriksdal (Fredriksdals herrgård) zurück, das westlich im Anschluss an den Stadtteil liegt. Hier liegt auch der Fredriksdalpark und das Freilichtmuseum Fredriksdal.
Der Stadtteil entstand im Rahmen des sogenannten Millionenprogramms, einem Bauprojekt der schwedischen Regierung in den 1960er und 70er Jahren. Die Bebauung besteht aus Hochhäusern, umgeben von Grünanlagen. Wie viele der während des Millionprogramms entstandenen Siedlungen ist auch Fredriksdahl eine sozialschwache Gegend mit hohem Einwandereranteil, hoher Arbeitslosigkeit und geringem Bildungsniveau. Die Mehrheit der rund 600 Schüler in der Schule des Stadtteils (Fredriksdalsskolan) stammen aus Einwandererfamilien.